# Белл, Эд
Эд Белл (англ. Ed Bell, может быть известен также под псевдонимами Sluefoot Joe и Barefoot Bill from Alabama; май 1905, Форд-Депозит, Алабама, США — 1960 или 1965 или 1966, Гринвилл, Алабама, США) — американский блюзовый гитарист, вокалист и автор песен. Номинант Blues Music Awards в номинации «Перевыпущенный альбом» (1982). Представитель пидмонт-блюза; тексты песен музыканта были часто посвящены темам культа вуду и тюремным темам . По словам Колина Ларкина «Белл рассматривается как наиболее влиятельный музыкант из Алабамы довоенной эпохи» . Личность музыканта была идентифицирована историками блюза лишь сравнительно недавно    .

## Биография
Эд Белл родился на плантации Дэвиса неподалёку от Форт-Депозит, Алабама. В детском возрасте переехал вместе с семьёй в Гринвилл, Алабама. В 1919 году его старший двоюродный брат, блюзмен Джо Пэт Дин забрал его к себе в город Масл Шолс, Алабама, где Эд Белл выучился играть блюз. В начале 1920-х Эд Белл работал в сельском хозяйстве и выступал, часто со своей подругой Пилли Боллинг, притом не только в Алабаме, но много раз в других местах, в частности в Пенсильвании и Огайо. 
Первая запись музыканта состоялась в сентябре 1927 года в Чикаго, когда Эд Белл записал четыре песни для Paramount, и две из них, «Mamlish Blues» and «The Hambone Blues» вышли на сингле. «Mamlish Blues» стала наиболее известной песней в творчестве музыканта; значение слова «mamlish» до сей поры достоверно неизвестно, известно лишь что оно использовалось среди блюзменов 1920-х годов.  Следующая запись последовала для QRS Records в 1929 году. Остальные записи конца 1920-х и 1930 года были сделаны в Атланте, Джорджия для Columbia Records под псевдонимом «Босоногий Билл из Алабамы». С 1930 года музыкант не записывался, и вскоре оставил музыкальную карьеру, женился и стал проповедником в Монтгомери.
Умер в Гринвилле по разным данным в 1960, 1965 или в 1966 году. Причины смерти также разнятся в разных источниках: умер во время марша за гражданские права  от естественных причин, убит за участие в движении за гражданские права и даже его смерть приписывается чёрной магии.   
Сборник записей Эда Белла Ed Bell’s Mamlish Moan в 1982 году получил номинацию Blues Music Awards в номинации «Перевыпущенный альбом». 
«Запись Эда Белла для Paramount с его собственной песней „Mamlish Blues“ — это то исполнение, которое обладает силой заставить замереть слушателя в вечном настоящем моменте. Его простая, повторяющаяся, восходящая и нисходящая гамма вызывает волшебное чувство, которое продолжается и на обратной стороне, „The Hambone Blues“, и двух других записях, которые он записал в Чикаго в сентябре 1927 года» .

## Дискография
Полная иллюстрированная дискография Эда Белла
- Ed Bell's Mamlish Moan (Mamlish Records, 1982)
- Complete Recorded Works in Chronological Order 1927–1930: Mamlish Blues (Document Records, 2008)